# Arthemesia
Arthemesia var ett melodiskt black metal-band från Finland som grundades år 1994 i Helsingfors.

## Medlemmar
Senaste medlemmar
- Alpha Valtias Mustatuuli (Niko Ikonen) – sång (1994–2010)
- Mor Voryon (Jukka-Pekka Miettinen) – gitarr, basgitarr, sång (1998–2010)
- Erzebeth Meggadeath (Marko Tarvonen) – trummor (2006–2010)
- Thasmorg (Mika Kaakkolahti) – gitarr (2009–2010)
- Timo Kuhajärvi – basgitarr (2009–2010)
- Markus Eurén – keyboard (2009–2010)

Tidigare medlemmar
- Routa Salomeri – gitarr, keyboard (1994–2003)
- Oliver Fokin – trummor (1995–1998)
- Misery – keyboard (1995–1998)
- Mor Vethor (Kimmo Miettinen) – trummor (1998–2003)
- Arbaal (Jari Mäenpää) – gitarr, keyboard, sång (1998–2006)
- Janne G'thaur (Janne Leinonen) – basgitarr (2001–2006)
- Aconitum – basgitarr (2000–2001)
- Magistra Nocte (Erna Siikavirta) – keyboard (2001–2006)
- Dr. K.H. (Kai Hahto) – trummor (2003–2006)
- S.M. NekroC (Juha Kupiainen) – gitarr (2007–2010)

Turnerande medlem
- Henri Sorvali – keyboard (1999–2000)

## Diskografi
Demo
- 1998 – Demo '98
- 1999 – The Archaic Dreamer
- 2002 – Promon 02AB
- 2007 – The Hyperion Elements

Studioalbum
- 2001 – Devs - Iratvs
- 2009 – a.O.a.

EP
- 2006 – ShamaNatahS-Promo 2006AB